# هوراس بوريل
هوراس بوريل (بالإنجليزية: Horace Burrell)‏ هو مسؤول رياضي ورائد أعمال جامايكي، ولد في 8 فبراير 1950 في أبرشية كلارندون في جامايكا، وتوفي في 6 يونيو 2017 في كينغستون في جامايكا بسبب سرطان الرئة.